# 温斯顿·克里特
温斯顿·阿内尔·克里特（英語：Winston Arnel Crite，1965年6月20日—），美国NBA联盟前职业篮球运动员。他在1987年的NBA选秀中第3轮第7顺位被菲尼克斯太阳选中。